# Jan Garner
Jan Garner (* 1981) ist ein ehemaliger deutscher Nationalspieler in der Boulespiel-Sportart Pétanque im Deutscher Boccia-, Boule- und Pétanque-Verband e.V. Er ist mehrfacher deutscher Meister und war Teilnehmer bei Europa- und Weltmeisterschaften. Mit 13 Siegen ist er – zusammen mit Klaus Mohr – Rekordtitelträger bei deutschen Meisterschaften.

## Karriere
Garner spielt seit seiner Jugend Boule und wurde mehrfach in den Nationalkader berufen. Er spielte bis 2008 für den SV Odin Hannover und später für den VFPS Osterholz-Scharmbeck in der Pétanque-Bundesliga. Aktuell tritt er für die Boule-Compagnie Osterholz an.
Er ist Rechtshänder und spielt bevorzugt die Spielposition Milleu und Tireur. Garner wird vom Kugelhersteller Obut gesponsert und spielt die Kugeln ATX mit dem Gewicht 690 Gramm bei 73 mm Durchmesser.
Garner war Teilnehmer bei der Weltmeisterschaft 2007 und den Europameisterschaften 2009 und 2013.
Im Jahr 2015 stellte Garner mit 417 Ranglistenpunkten im Deutsche Pétanque-Verband (DPV) einen neuen Bestwert auf, dieser wurde 2024 von Matthias Laukart egalisiert. 

## Erfolge als Spieler
(Quelle)
- 1998: 1. Platz Deutsche Meisterschaft Triplette Juniors (U18) zusammen mit Marc May und Sascha von Pless
- 1999: 3. Platz Deutsche Meisterschaft Doublette Mixte zusammen mit Solveig Tuszinski
- 2001: 3. Platz Deutsche Meisterschaft Tête-à-Tête
- 2001: 3. Platz Deutsche Meisterschaft Doublette zusammen mit Christian Groß
- 2002: 2. Platz Deutsche Meisterschaft Doublette zusammen mit Sascha von Pless
- 2002: 3. Platz Deutsche Meisterschaft Doublette zusammen mit Sascha von Pless
- 2002: 1. Platz Deutsche Meisterschaft Doublette Mixte zusammen mit Dagmar Wucherpfennig
- 2003: 3. Platz Deutsche Meisterschaft Tête-à-Tête
- 2003: 2. Platz Deutsche Meisterschaft Doublette Mixte zusammen mit Dagmar Wucherpfennig
- 2003: 1. Platz Deutsche Meisterschaft Triplette zusammen mit Frank von Pless und Sascha von Pless
- 2003: Deutscher Vereinsmeister mit dem SV Odin Hannover
- 2004: Deutscher Vereinsmeister mit dem SV Odin Hannover
- 2005: 2. Platz Deutsche Meisterschaft Doublette Mixte zusammen mit Dagmar Wucherpfennig
- 2007: 1. Platz Deutsche Meisterschaft Doublette zusammen mit Martin Kuball
- 2007: Deutscher Vize-Vereinsmeister mit dem SV Odin Hannover
- 2008: Deutscher Vize-Vereinsmeister mit dem SV Odin Hannover
- 2008: 1. Platz Deutsche Meisterschaft Doublette zusammen mit Sascha von Pless
- 2009: 1. Platz Deutsche Meisterschaft Doublette zusammen mit Martin Kuball[7]
- 2010: 3. Platz Deutsche Meisterschaft Tête-à-Tête
- 2012: Deutscher Vereinsmeister mit dem VFPS Osterholz-Scharmbeck[8][9]
- 2013: 1. Platz Deutsche Meisterschaft Doublette zusammen mit Mahmut Tufan
- 2013: Deutscher Vize-Vereinsmeister mit dem VFPS Osterholz-Scharmbeck
- 2014: 1. Platz Deutsche Meisterschaft Tête-à-Tête
- 2014: 3. Platz Deutsche Meisterschaft Doublette Mixte zusammen mit Carolin Birkmeyer
- 2014: 3. Platz bei den Deutschen Vereinsmeisterschaften mit dem VFPS Osterholz-Scharmbeck
- 2015: 2. Platz Deutsche Meisterschaft Tête-à-Tête
- 2015: Deutscher Vereinsmeister mit dem VFPS Osterholz-Scharmbeck
- 2016: Deutscher Vereinsmeister mit dem VFPS Osterholz-Scharmbeck[10]
- 2017: 3. Platz bei den Deutschen Vereinsmeisterschaften mit dem VFPS Osterholz-Scharmbeck
- 2018: 3. Platz bei den Deutschen Vereinsmeisterschaften mit dem VFPS Osterholz-Scharmbeck
- 2018: 3. Platz Deutsche Meisterschaft Tête-à-Tête
- 2019: 1. Platz Deutsche Meisterschaft Tête-à-Tête
- 2021: 1. Platz Deutsche Meisterschaft Triplette zusammen mit Till-Vincent Goetzke und Marco Schumacher
- 2022: 1. Platz Deutsche Meisterschaft Tête-à-Tête
- 2022: 1. Platz Deutsche Meisterschaft Doublette zusammen mit Marco Schumacher
- 2023: 1. Platz Deutsche Meisterschaft Doublette zusammen mit Marco Schumacher
- 2024: 3. Platz Deutsche Meisterschaft Doublette Mixte zusammen mit Manon Schaake